# Vestido rosa de Marilyn Monroe
El vestido rosa que la actriz estadounidense Marilyn Monroe lució en Los caballeros las prefieren rubias, filme de 1953 dirigido por Howard Hawks, fue creado por el diseñador de vestuario William Travilla y utilizado en una de las escenas más famosas de la película, que posteriormente se convirtió en objeto de numerosas imitaciones, entre ellos el vídeo musical de «Material Girl», tema de la cantante estadounidense Madonna.

## Historia

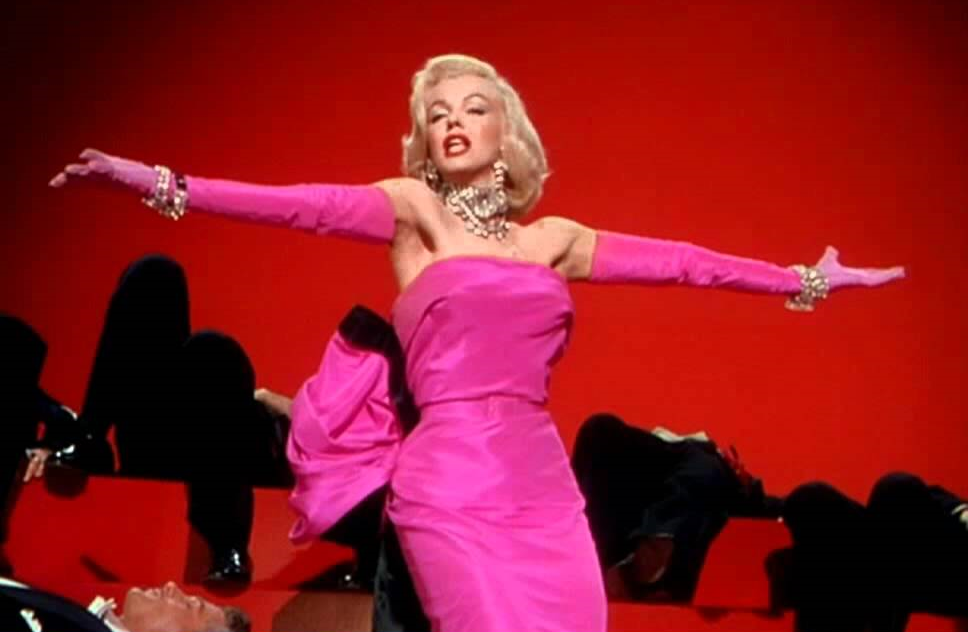
Marilyn usando el vestido rosa en la mítica escena de Los caballeros las prefieren rubias.

Cuando el diseñador de vestuario William Travilla, más conocido como Travilla, comenzó a trabajar con Marilyn Monroe, ya había ganado un Oscar por su trabajo en El burlador de Castilla (Adventures of Don Juan) en 1948. Travilla diseñó vestidos para la actriz en ocho de sus películas. Más tarde afirmó haber tenido un breve romance con ella. En 1953, diseñó los vestidos en Los caballeros las prefieren rubias, entre ellos el vestido rosa que usaría Monroe como el personaje de Lorelei Lee en la famosa secuencia donde la actriz canta la canción Diamonds Are a Girl's Best Friend, con coreografía acompañada por varios pretendientes vestidos con traje.
El vestido fue subastado el 11 de junio de 2010, con un precio estimado entre los $150,000 y $250,000 USD, descrito como «el más importante atuendo de una película subastado». Al final, el vestido se vendió por $310,000. Sin embargo, según algunas personas, el vestido vendido no es el original usado por Monroe. Algunos han afirmado que el vestido usado por la actriz en Los caballeros las prefieren rubias fue alineado en el interior con fieltro, para mantener la rigidez durante la coreografía, no el que se subastó.

## Diseño
El vestido de satén, es largo de color rosa con el escote recto sin tirantes, los brazos descubiertos y una abertura trasera. Está decorado con un gran lazo en la espalda y una delgada correa, en el mismo tono del vestido. Este se complementa con un par de guantes largos para que coincida casi hasta los hombros y muchas joyas, diamantes, de acuerdo con el tema de la canción que canta la actriz.

## Impacto en la cultura popular
Con los años, el vestido rosa se ha convertido en un icono de la moda y el cine, y al igual que su vestido blanco (usado en The Seven Year Itch), es a menudo imitado y parodiado. Uno de los más famosos de todos es el representado por la cantante Madonna en el vídeo musical «Material Girl». Más tarde admitió odiar el vestido, ya que era difícil de llevar durante las grabaciones. En 1990, Ayesha Walker (conocida como Lorelei Lei por el personaje) caminó por el pasillo en la Iglesia Healing en Chatham usando una réplica del vestido.
En un segmento de los Videos de Playboy en 1997 titulado «Material Girl», Voluptuous Vixens Playboy, SaRenna Lee aprovechó su parecido a Monroe, apareciendo en un vestido rosado diseñado para su voluptuoso pecho. 
Las artistas mexicanas Thalía y Aida Pierce usaron versiones similares. Thalía vistió una réplica mientras cantaba Diamonds Are a Girl's Best Friend en España en el año 1991, y Pierce usó uno similar en un episodio de la serie Humor es... los comediantes en 2001, como tributo a Monroe por su aniversario (en 2001 se hubieran cumplido 75 años del nacimiento de la actriz).
En 2002 la actriz Francesca Rettondini usó un modelo parecido pero en versión salmón con los mismos accesorios (guantes largos y pulsera de diamantes) en la película Ghost Ship.
En el juego de ordenador Los Sims: Superstar «pack de expansión» publicado en 2003, el jugador puede ver el personaje de Marilyn, vestida con el mismo famoso vestido rosa. La compañía Mattel produjo después una muñeca Barbie vistiendo el vestido.
En 2008, Paris Hilton, rindió homenaje a la actriz con un vestido de satén color magenta similar en el estreno de la película The Hottie y the Nottie.